# 二硅化钼
二硅化钼（Molybdenum disilicide， MoSi2 ）是一种钼的硅化合物，由于两种原子的半径相差不大，电负性比较接近，所以其具有近似于金属与陶瓷的性质。熔点高达2030℃，具有导电性，在高温下表面能形成二氧化硅钝化层以阻止进一步氧化，其外观为灰色金属色泽，源于其四方α-型晶体结构，也存在六角形但不稳定的β-改性晶体结构  。不溶于大部分酸，但可溶于硝酸和氢氟酸。
虽然二硅化钼在大于1000℃的高温下具有极高的抗氧化性和杨氏模量，但低温时易脆；另外在超过1200℃的高温下会丧失抗蠕变能力。这限制了其作为结构材料的应用，但可以通过与其他材料复合来弥补。
二硅化钼及以其为基础的材料通常由烧结制得。通过等离子喷涂可用以生产致密的整体式和复合形式制作的材料，为了快速冷却，通常还会包含少量β-改性的二硅化钼。
二硅化钼制得的加热元件可以在1800℃高温运作，因此可用于实验室和生产环境中使用的电熔炉，生产玻璃、钢、电子元件、陶瓷等，以及对材料进行热处理。二硅化钼虽然具有脆性，但可以在高功率操作下不老化，其电阻率不随时间改变。在低氧环境下，由于钝化层不易形成，所以最大工作温度要有所降低。
除了二硅化钼，碳化硅、钛酸钡、钛酸铅等复合材料也可作为电热陶瓷材料。
此外，在微电子工业中，也可以添加到多晶硅中作为分流器来提升导电性，提升信号传播速率。

## 种类

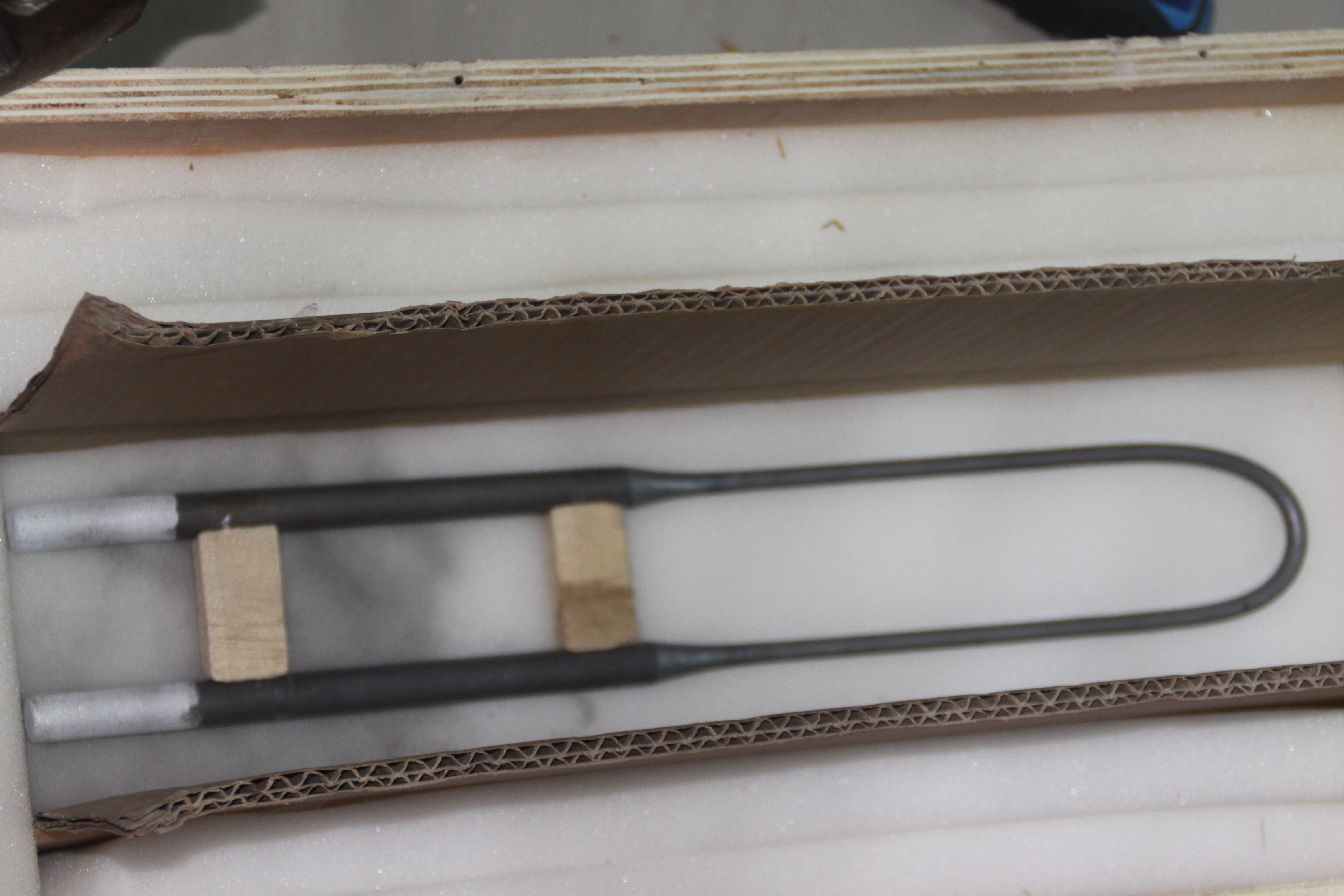
二硅化钼

MoSi2分为直型棒、U型棒、三相棒、枪型棒、五节型棒、槽型棒、单螺纹棒、双螺纹棒等各种规格型号。